# Luckiest Girl Alive (película)
Luckiest Girl Alive es una película de misterio estadounidense dirigida por Mike Barker a partir de un guion de Jessica Knoll, basada en su novela del mismo nombre.

## Reparto
- Mila Kunis como TifAni "Ani" Fanelli
  - Chiara Aurelia como joven  Ani
- Finn Wittrock como Luke Harrison
- Scoot McNairy como Andrew Larson
- Justine Lupe como Nell Rutherford
- Thomas Barbusca como Arthur Finneman
- Alex Barone como Dean Barton
  - Carson MacCormac como joven  Dean
- Dalmar Abuzeid como Aaron Wickersham
- Isaac Kragten como Liam Ross
- Gage Munroe como Peyton Powell
- Jennifer Beals como Lolo Vincent
- Connie Britton como Dina
- Nicole Huff como Olivia Kaplan

## Producción
En agosto de 2015, se anunció que Lionsgate había adquirido los derechos cinematográficos de Luckiest Girl Alive de Jessica Knoll, con Reese Witherspoon preparada para producir bajo su banner Pacific Standard. En febrero de 2021, se anunció que Mila Kunis protagonizaría la película, con Mike Barker listo para dirigir la película, a partir de un guion de Knoll, con Netflix como distribuidora, y Lionsgate y Witherspoon fuera del proyecto. En julio de 2021, Finn Wittrock, Scoot McNairy, Chiara Aurelia, Thomas Barbusca, Justine Lupe, Dalmar Abuzied, Alex Barone, Carson MacCormac, Jennifer Beals y Connie Britton se unieron al elenco de la película.
La fotografía principal comenzó en junio de 2021 en Toronto, Canadá y terminó en septiembre de 2021 en Nueva York.